# Barbentane
Barbentane ist eine Gemeinde mit 4262 Einwohnern (Stand 1. Januar 2022) im Süden Frankreichs im Département Bouches-du-Rhône (13) der Region Provence-Alpes-Côte d’Azur.

## Geografie
Barbentane ist die nördlichste Gemeinde des Départements Bouches-du-Rhône. Sie liegt an der Mündung der Durance in die Rhone, etwa acht Kilometer südwestlich von Avignon und am Nordrand des Höhenzuges Montagnette. Barbentane wird umgeben von den Nachbargemeinden Avignon im Norden, Rognonas im Osten, Graveson im Südosten, Tarascon im Süden, Boulbon im Südwesten, Aramon im Westen sowie Les Angles im Nordwesten.

## Bevölkerungsentwicklung
| Jahr                       | 1962 | 1968 | 1975 | 1982 | 1990 | 1999 | 2006 | 2017 |
| -------------------------- | ---- | ---- | ---- | ---- | ---- | ---- | ---- | ---- |
| Einwohner                  | 2616 | 2795 | 2864 | 3201 | 3273 | 3643 | 3660 | 4143 |
| Quellen: Cassini und INSEE |      |      |      |      |      |      |      |      |

## Sehenswürdigkeiten
- Das Schloss Barbentane: Das ursprüngliche Schloss wurde 1674 durch die Architekten Mignard und Franque erbaut, wobei der heutige Zustand erst im 18. Jahrhundert fertiggestellt wurde. Joseph-Pierre Balthazar de Pujet, Graf von Barbentane und Botschafter Ludwigs XV. in Florenz, hat die Empfangsräume herrschaftlich mit Stuck und Carrara-Marmor dekoriert und mit wertvollem Mobiliar aus der Epoche Ludwigs XV. und Ludwigs XVI. ausgestattet, das heute noch zu sehen ist.

Das Schloss ist mit Terrassen im italienischen Stil umgeben. Es verfügt über einen Park mit 300 Jahre alten Bäumen. Das Schloss hat die Französische Revolution unbeschadet überstanden und ist heute noch durch die Familie des Markgrafen von Barbentane bewohnt. Es ist für die Öffentlichkeit geschlossen.
- Der Cours, der zentrale Platz des Ortes mit dem Rathaus. Er trug im 12. Jahrhundert den Namen Place des Faubourgs, ab dem 15. Jahrhundert Jeu de ballon, 1942 wurde er umbenannt in Place du Maréchal Pétain und 1944 in Cours Jean-Baptiste Rey.
  - Das Rathaus (Hôtel de Ville) stammt aus dem 17. Jahrhundert. Seit 1888 ist das Hôtel des Barons de Chabert Sitz des Bürgermeisters. Im Jahre 1889 wurde das Gebäude mit einer Turmuhr ausgestattet, die eine Glocke von 250 kg zum Schlagen bringt, die weithin hörbar ist.
- Die Stadtmauer (Bàrri) aus dem 9. Jahrhundert mit der Porte Calendrale oder Sarrasine und der Porte du Séquier
  - Die Porte Calendrale dominierte den nördlichen Eingang in der Stadtmauer (Lage). Sie wurde im Jahre 1253 errichtet, was im Jahre 1302 belegt wurde. Sie hatte ursprünglich zwei Türme, die 1752 zerstört wurden. Das eigentliche Tor ist erhalten geblieben und wurde 1985 restauriert. Rechts und links der Toröffnung sieht man die Rillen, durch die das Fallgatter bei Gefahr heruntergelassen wurde. Über dem Stadttor sollte durch einen Beschluss vom 16. August 1654 das Rathaus errichtet werden. Das Vorhaben kam jedoch wegen Platzmangels nicht zur Ausführung. Im Jahre 1724 wurde das Fallgatter für überflüssig erklärt und für 13 Pfund pro Zentner versteigert.
  - Ein Rest der alten Stadtmauer aus dem 9. Jahrhundert bildet die südliche Begrenzung des Cours. Hier wurde im Jahre 1370 ein Brunnen angelegt, Grand puits, der eine Tiefe von 36 m hat und eine Wassertiefe von 6 m. Er wurde 1858 auf Anregung des Marquis de Puget de Barbentane mit einer Gedenktafel versehen und 1880 verschönert. Er diente zur Wasserversorgung des gesamten oberen Ortes.
- Die Kirche Notre Dame (12. Jahrhundert) und ihr Turm (1486/1492)
- La maison des Chevaliers de Malte (1133 errichtet), ehemaliges Herrenhaus des Marquis Guillaume de Barbentane, einer der Lehnsmänner des Bischofs von Avignon, durch Kaiser Barbarossa. Der nördliche Flügel am sechseckigen Turm wurde umgestaltet und als Bürgermeisterei von 1670 bis 1888 genutzt. Das Anwesen ist seit 1929 ein Monument historique.
- Das Séquier-Tor (la Porte de Séquier) am südlichen Ende der Rue de Séquier bildete den südlichen Ausgang der mittelalterlichen Stadtmauer. Im Zuge der Restauration von 1997 gingen die Wappen verloren, besonders der Salamander, ein Geschenk von König Franz I., der 1516 die Stadt besuchte.
- Geht man von hier aus durch den Chemin des Moulins nach Westen, kommt man zunächst an der „Mühle von Bretoule“ (Moulin de Bretoule) vorbei: Die Mühle war bis 1845 in Betrieb, bis er wegen Aufkommens von Dampfmaschinen unrentabel wurde. Der letzte Besitzer, Claude Berlandier, hatte einen Sprachfehler: er stotterte, auf provenzalisch bret. So erhielt die Mühle ihren Namen Moulin Bretoule.
- Etwas weiter erreicht man einen Aussichtspunkt mit einer herrlichen Sicht über das Rhonetal mit der Durance-Mündung im Norden der Stadt.
- La Tour Anglica wurde in den Jahren 1365 bis 1367 gebaut auf Befehl des Bischofs und Generalvikars von Avignon, Anglic Grimoard (1320–1388). Der Turm sollte der Überwachung der Ebene bei der Durance-Mündung dienen im Zuge des Herannahens der wegen der damaligen Waffenruhe (1360–1369) im Hundertjährigen Krieg „arbeitslosen“ Söldner. Der Turm wurde an der Stelle einer Burg aus dem 9. Jahrhundert errichtet. Gleichzeitig wurden die Stadtmauern verstärkt. Der Turm ist 28 m hoch und steht auf einem Grundriss von 10 × 10 m. 140 Stufen führen zur Turmspitze. Seit 1925 ist der Turm ein Monument historique und steht unter Denkmalschutz. Von oben sieht man im Nordwesten die Hügel des Gard, im Norden Avignon mit dem Papstpalast und im nordöstlichen Hintergrund bei gutem Wetter den Mont Ventoux mit seinen 1.912 m.
- Die Montagnette: Die Hügelkette hat eine Fläche von rund 6000 ha, wovon 1350 ha auf dem Gebiet von Barbentane liegen.

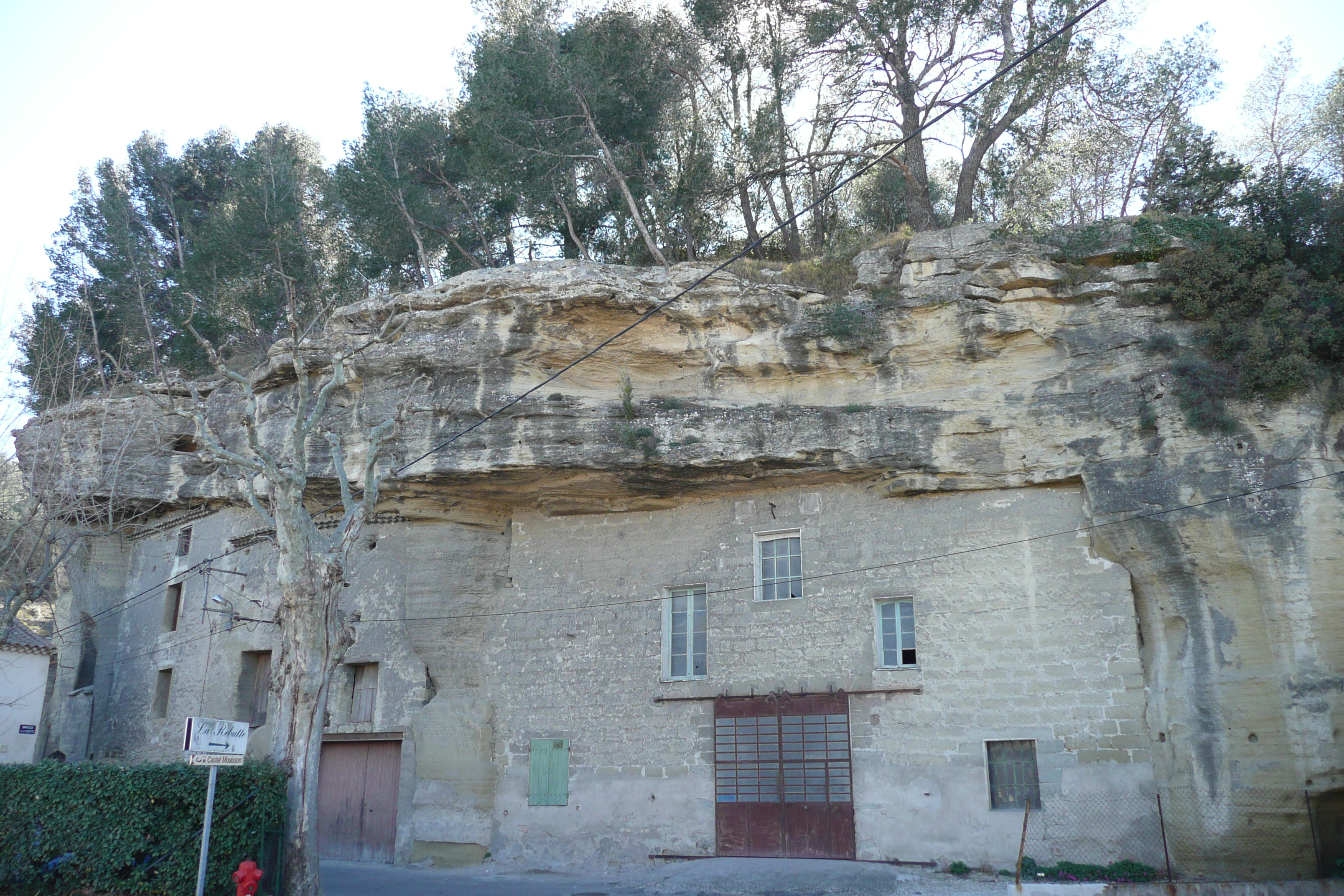
Wohnhöhle (franz. Habitat troglodytique) in Barbentane
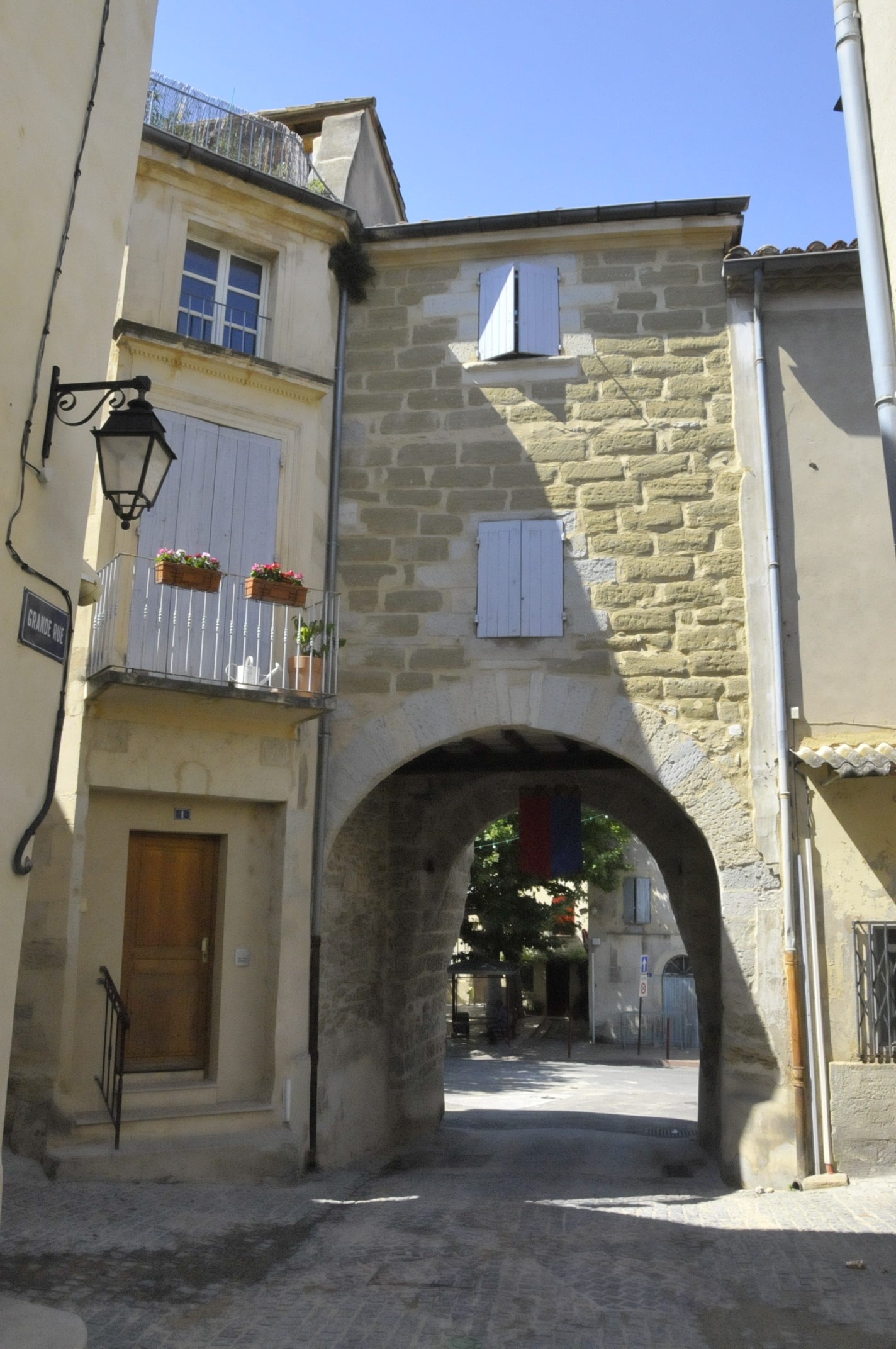
Porte Calendrale, ehemaliges Stadttor
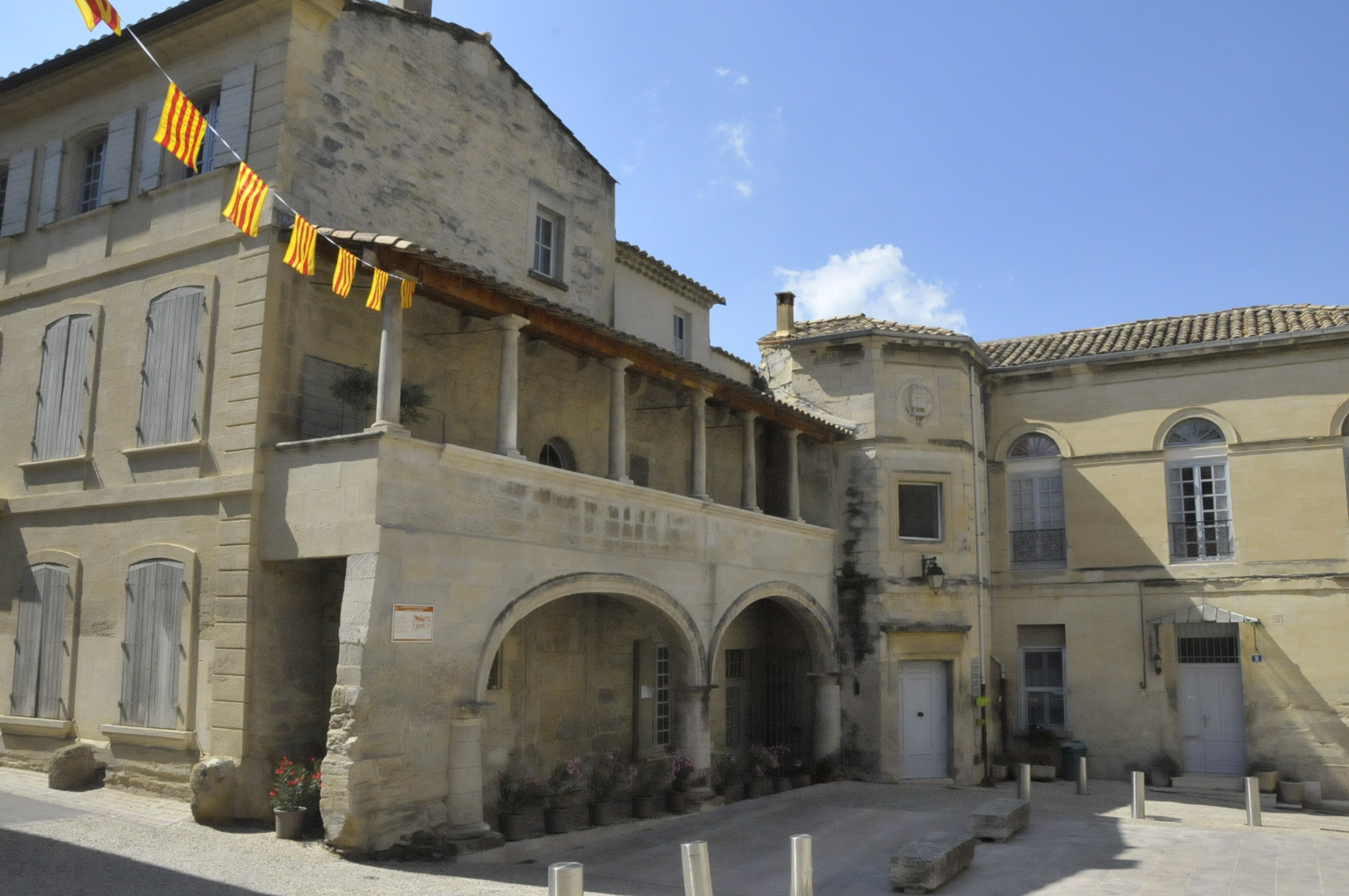
Maison des Chevaliers
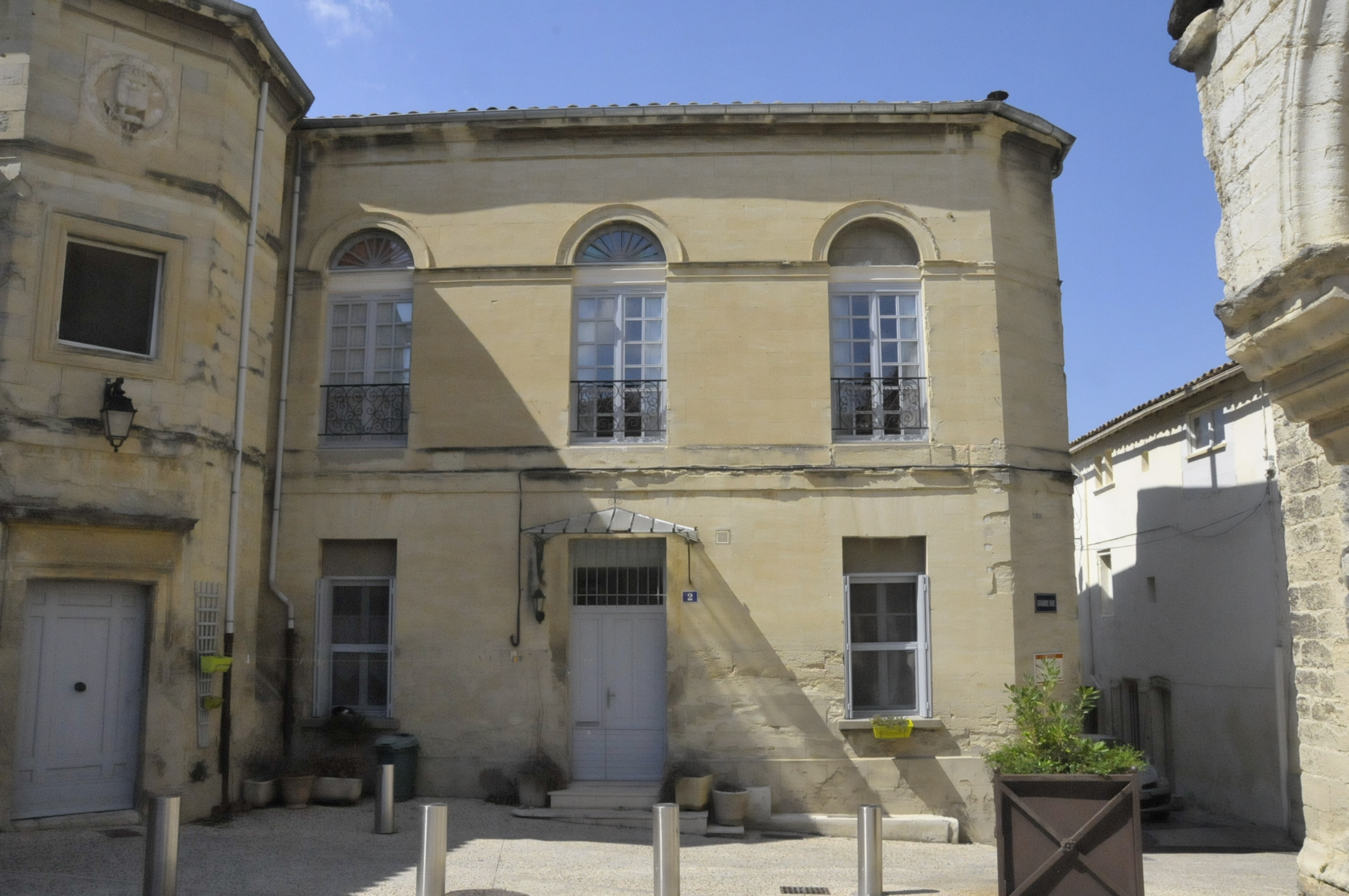
Maison des Chevaliers, Teilansicht des Nordflügels
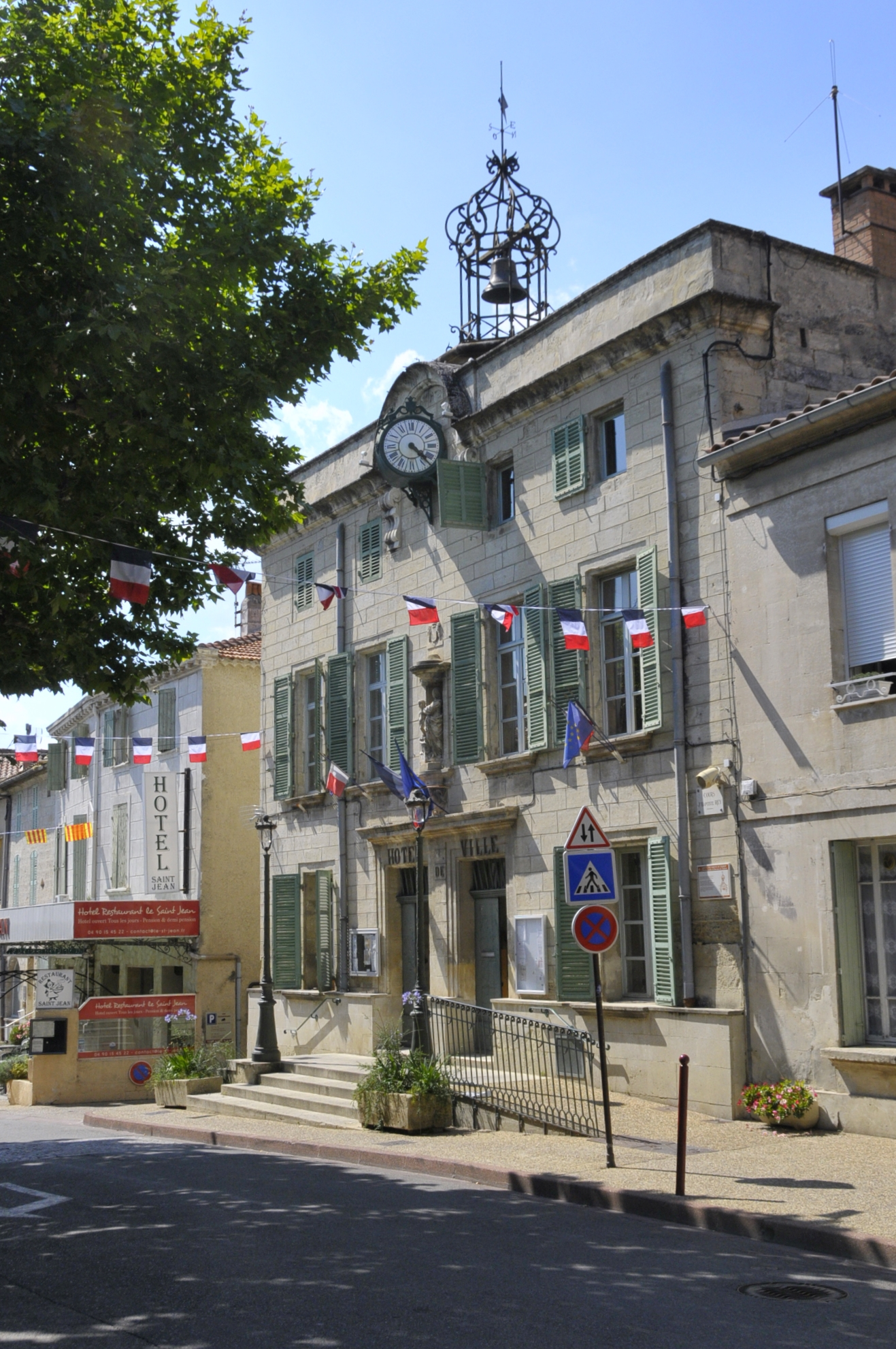
Rathaus (Hôtel de ville), seit 1888 mit Uhr und Glocken-Laterne
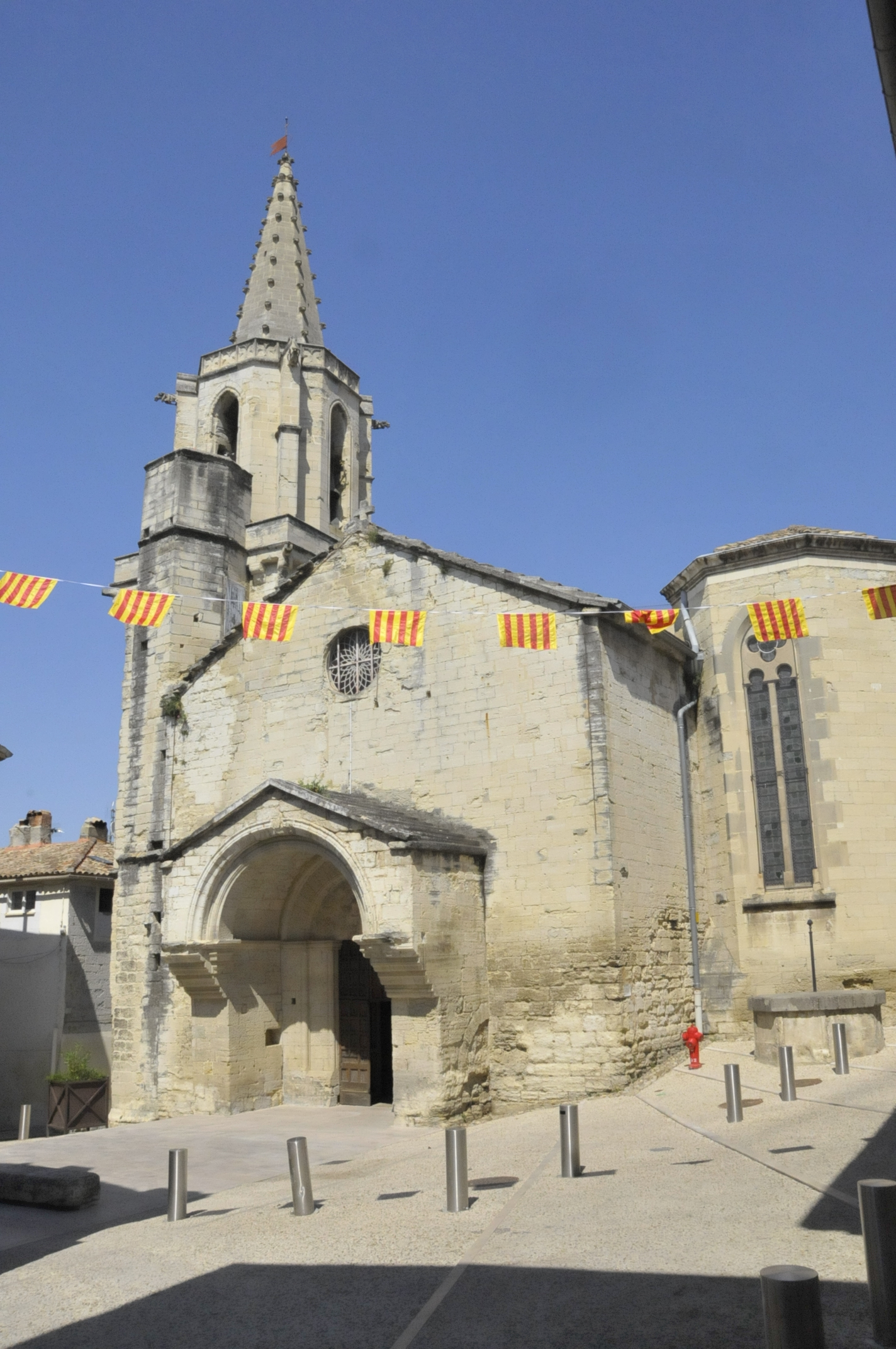
Kirche Notre Dame